# Xa lộ Liên tiểu bang 22
Xa lộ Liên tiểu bang 22 (tiếng Anh: Interstate 22 hay viết tắt là I-22), khi hoàn thành, sẽ đi theo hành lang Quốc lộ Hoa Kỳ 78 dọc theo con đường dài 213 dặm (343-kilometer) từ thành phố Memphis của tiểu bang Tennessee đến thành phố Birmingham của tiểu bang Alabama trong vai trò là một xa lộ liên tiểu bang. Xa lộ Liên tiểu bang 22 sẽ nối Xa lộ Liên tiểu bang 240 và Xa lộ Liên tiểu bang 40 (gián tiếp) ở phía tây bắc với Xa lộ Liên tiểu bang 65 và Xa lộ Liên tiểu bang 20 (gián tiếp) ở phía đông nam. Như thế, I-22 sẽ giúp hình thành một xa lộ cao tốc để nối phố chính thành phố Atlanta với các thành phố Birmingham, Memphis, Little Rock, và Oklahoma City.
Dọc đường của nó qua tiểu bang Alabama và tiểu bang Mississippi, Xa lộ Liên tiểu bang 22 cũng sẽ phục vụ các thị trấn Jasper, AL, Winfield, AL, Hamilton, AL, Tupelo, MS, Holly Springs, MS, và New Albany, MS. Các phần chính của xa lộ này có cả vừa xây dựng xong hay được nâng cấp lên tiểu chuẩn xa lộ liên tiểu bang tính đến đầu năm 2011. Tuy nhiên, theo luật liên bang Hoa Kỳ, hai nút giao thông khác mức chính cần được hoàn thành trước khi xa lộ này được chính thức xem là một phần của Hệ thống Xa lộ Liên tiểu bang. Các nút giao thông lập thể chính yếu cần hoàn thành là các nút giao thông lập thể với Xa lộ Liên tiểu bang 65 tại Alabama và với Xa lộ Liên tiểu bang 240, một đoạn ngắn đi bên trong tiểu bang Tennessee.

## Phát triển
Một phần Xa lộ Liên tiểu bang 22 ở ngay phía đông Fulton, Mississippi được Quốc hội Hoa Kỳ chấp thuận là "Hành lang X" vào năm 1978 như một phần thuộc Hệ thống Xa lộ Phát triển vùng Appalachia. Nhiều phần của I-22 kể từ đó đã và đang được xây dựng. Hành lang X cũng còn được ấn định là "Hành lang ưu tiên cao số 10" trong Đạo luật Ấn định Hệ thống Quốc lộ Liên bang năm 1995 và là "Hành lang ưu tiên cao số 45" trong một luật quốc hội sau đó.
Hai phần nhỏ nhưng phí tốn cao của Xa lộ Liên tiểu bang 22 vẫn còn đang được xây dựng tính đến đầu năm 2011. Một đoạn đứt trong tiểu bang Alabama chỉ dài khoảng 2,5 dặm (4,0 km) và nó nằm trong Quận Jefferson. Đoạn này từ "Lộ Coalburg" gần thành phố Fultondale đến Quốc lộ Hoa Kỳ 31 nằm trên rìa cực bắc của thành phố Birmingham. Đoạn ngắn này phần nhiều là nút giao thông khác mức với Xa lộ Liên tiểu bang 65 và Quốc lộ Hoa Kỳ 31. Đoạn đứt khác là đoạn ngắn từ ranh giới tiểu bang giữa Mississippi và Tennessee đến nút giao thông lập thể cuối của nó với một xa lộ liên tiểu bang nằm ngay phía đông nam thành phố Memphis. Vị trí chính xác của điểm đầu phía tây chưa được quyết định tính đến đầu năm 2011 nhưng Xa lộ Liên tiểu bang 269 (khi được hoàn thành) và Xa lộ Liên tiểu bang 240 là hai điểm đầu phía tây khả dĩ của I-22. Cũng có khả năng là I-22 có thể theo I-269 đi về phía tây để kết thúc tại nút giao thông lập của các xa lộ I-55/I-69/I-269 trong thành phố Hernando.
Xa lộ Liên tiểu bang 22 tương lai hiện nay bao gồm gần như toàn tuyến đường giữa thành phố Birmingham và ngoại ô thành phố Memphis. Nó chưa được xây dựng đến nút giao thông lập thể chính duy nhất của nó tại I-65 trong tiểu bang Alabama. Tại tiểu bang Mississippi, I-22 chạy từ ranh giới Alabama đi ngang tiểu bang và đi qua vị trí của nút giao thông lập thể đang xây dựng của nó với I-269 để đến ranh giới tiểu bang Tennessee ở ranh giới thành phố Memphis. Thiếu khoảng vài dặm để nối đến một nút giao thông lập thể với Xa lộ Liên tiểu bang 240 trong Quận Shelby, Tennessee. Tuy nhiên, có hay chăng một xa lộ đi trọn đường đến I-240 được xây dựng hay không vẫn còn là một câu hỏi vì một xa lộ như thế sẽ cần đến để đi qua một khu công nghiệp nặng của thành phố Memphis. Quỹ chính phủ cho hai đoạn còn lại của I-22 là ưu tiên đối với thượng nghị sĩ Richard Shelby, người đóng vai trò chủ tịch Tiểu ban Giao thông Thượng viện.
Năm 2004, hành lang X được ấn định là "Xa lộ Liên tiểu bang 22 tương lại" theo Công luật số 108-199, và quyết định này đã được chính thức hóa vào ngày 18 tháng 4 năm 2005. Tại tiểu bang Alabama và tiểu bang Mississippi, các biển dấu xanh dương có ghi "FUTURE/I-22/CORRIDOR" (Tương lai/I-22/Hành lang) bên trái và dấu hiệu I-22 với chữ "FUTURE" (tương lai) thay vì chữ "INTERSTATE" (Liên tiểu bang) bên phải được trình làng ngày 18 tháng 4 năm 2005.

### Xa lộ Liên tiểu bang 422
Dân biểu Hoa Kỳ Spencer Bachus thông báo trên tờ Birmingham News vào tháng 5 năm 2009 rằng đường vành đai phía bắc được đặt số là Xa lộ Liên tiểu bang 422 (I-422). Xa lộ liên tiểu bang phải giao cắt với I-22 gần Graysville, và tiếp tục đi theo hướng tây nam để nối với Xa lộ Liên tiểu bang 20/Xa lộ Liên tiểu bang 59, và cũng từ I-22 chiều hướng đông để nối với I-59 gần Argo.
Các kế hoạch của xa lộ này còn kêu gọi xây một xa lộ nhánh ngắn từ I-22, gần mốc dặm số 86, đi về hướng bắc để nối với I-422. I-422 sẽ đi phía trên I-22 ngay phía tây Graysville mà không cần một nút giao thông lập thể. Người lái xe trên I-22 sẽ phải cần sử dụng xa lộ nhánh ngắn để chuyển đường từ I-22 đến I-422 theo kế hoạch hiện tại.